# 檨仔林埤濕地公園
22°40′29″N 120°19′43″E / 22.67486°N 120.32855°E

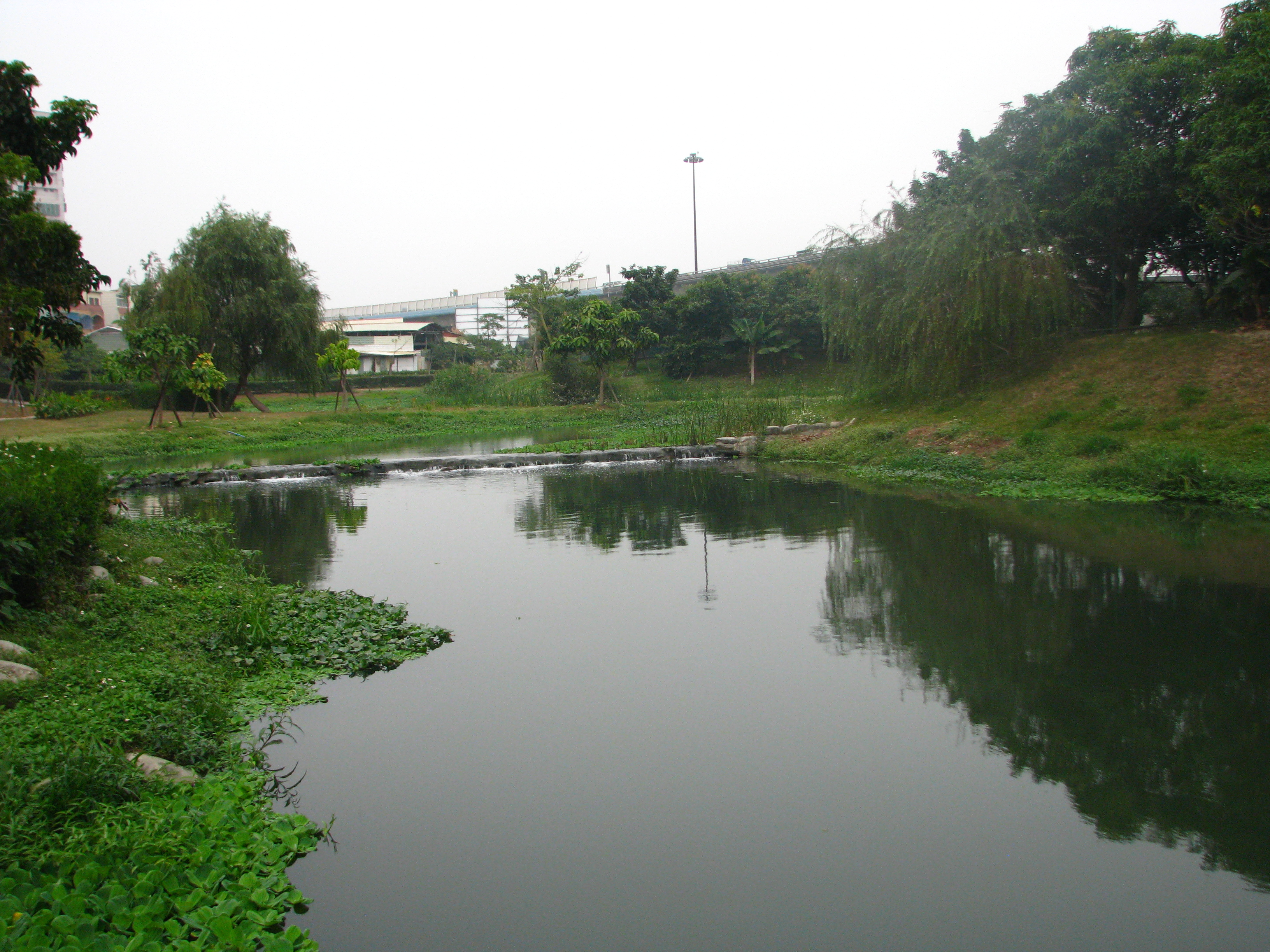
檨仔林埤一景

檨仔林埤濕地公園，位於高雄市三民區，鼎金後路與鼎金系統交流道之間，為高雄市政府近年整治後新闢之濕地公園，兼具鄰里公園、環境教育、生態保育等功能。

## 範圍
檨仔林埤濕地公園大致為沿著檨仔林埤周圍所規劃的東北—西南走向的帶狀公園，東北端較寬，西南端較窄。其東北端為聯絡國道一號與國道十號的鼎金系統交流道，西南端為鼎金後路，其餘邊界皆為周圍道路之巷弄。總面積約37,673平方公尺。

## 沿革
檨仔林埤為愛河D支線的一段，與鄰近之九番埤、八卦埤一樣，為曹公新圳之支流的埤塘之一，呈東北—西南之狹長形埤塘，自仁武區穿過國道一號流入，在鼎金後路流出，於文藻外語大學匯流至愛河主流。
檨仔林埤行水區周圍過去為附近居民私佔，開闢農田、菜園、飼養牲畜，以及傾倒垃圾等，高雄市政府經整治後，於2009年4月25日開放為溼地公園，並在公園內廣設解說牌及自行車道、步道，以供鄰近社區居民休閒遊憩，以及環境教育。

## 設施
檨仔林埤濕地公園兼具鄰里公園、環境教育、生態保育等功能，設有許多廣場、遊樂設施、長凳以供鄰近居民休閒遊憩，並以生態工法使原河道有沉澱、滯洪等功能，在接近鼎金系統交流道之區域以高密度的植被作為園區與高速公路之間的緩衝區。

## 交通

### 公車
| 編號           | 經營業者 | 區間                 | 備註 |
| -------------- | -------- | -------------------- | ---- |
| 昌福幹線（77） | 漢程客運 | 金獅湖站－歷史博物館 |      |

### 公共自行車
- 高雄市公共自行車租賃系統：
  - 檨仔林埤濕地公園：鼎金後路/鼎金後路420巷口東側

## 公園圖集

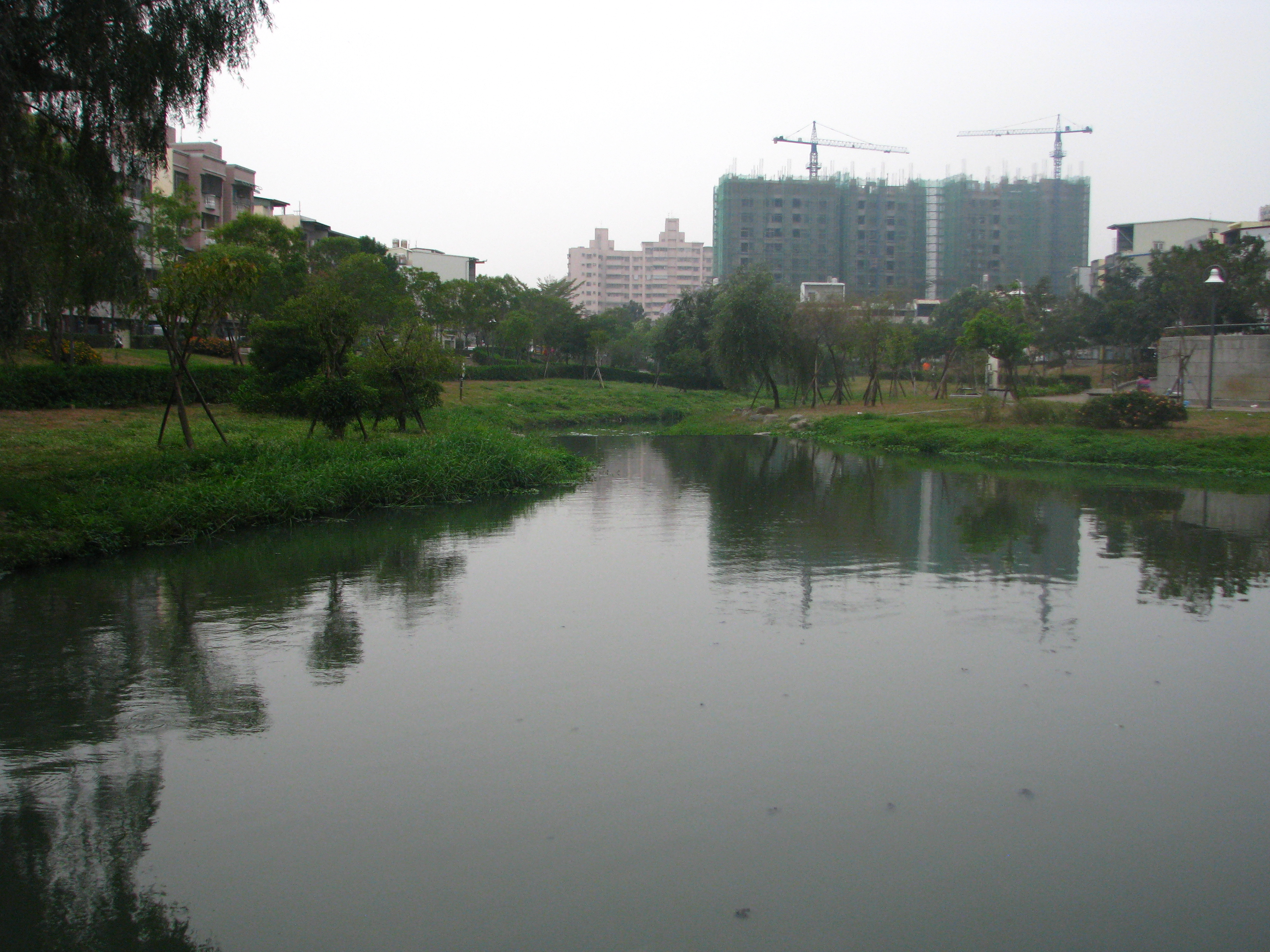
檨仔林埤一景
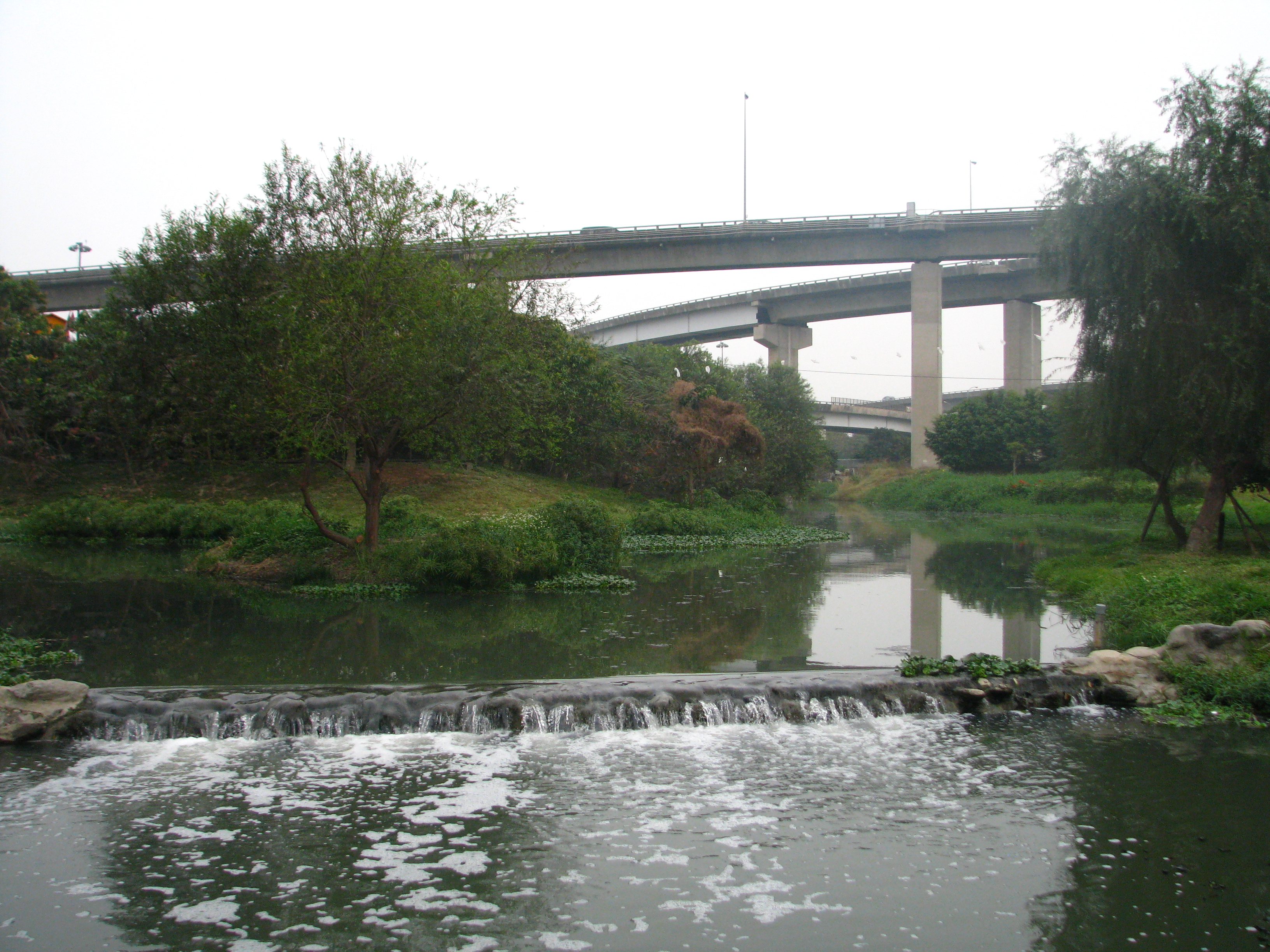
後方為鼎金系統交流道
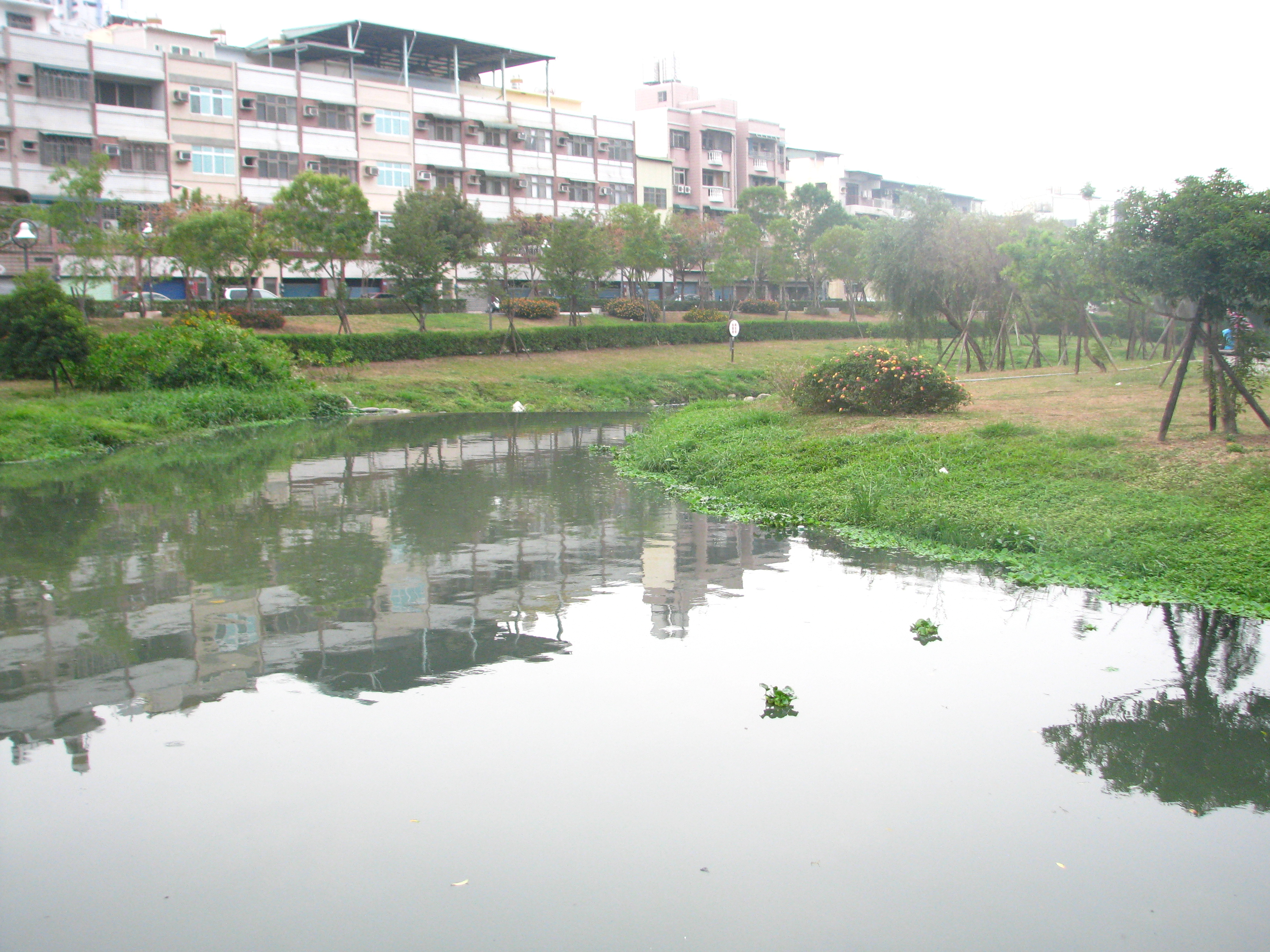
檨仔林埤一景